# Securidaca trianae
Securidaca trianae là một loài thực vật có hoa trong họ Polygalaceae. Loài này được Killip & Dugand miêu tả khoa học đầu tiên năm 1947.